# Сказительство

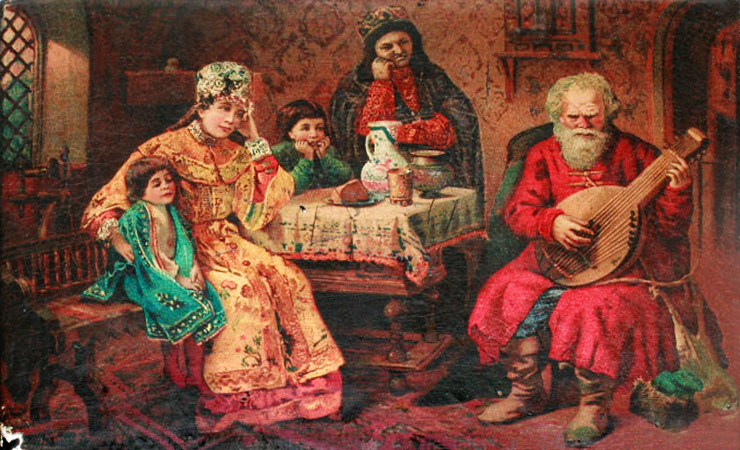
Шкатулка «Певец-сказитель», Россия, фабрика Лукутина (конец XIX века).

Скази́тельство — в первоначальном значении, мастерство сказа: исполнение былин, сказаний, сказок. В широком культурном смысле — передача информации устным путём. В отличие от речи, сказительство подразумевает исключительный статус говорящего как авторитетного носителя информации. На современный лад сказительство называют сторителлингом.

## Общий очерк

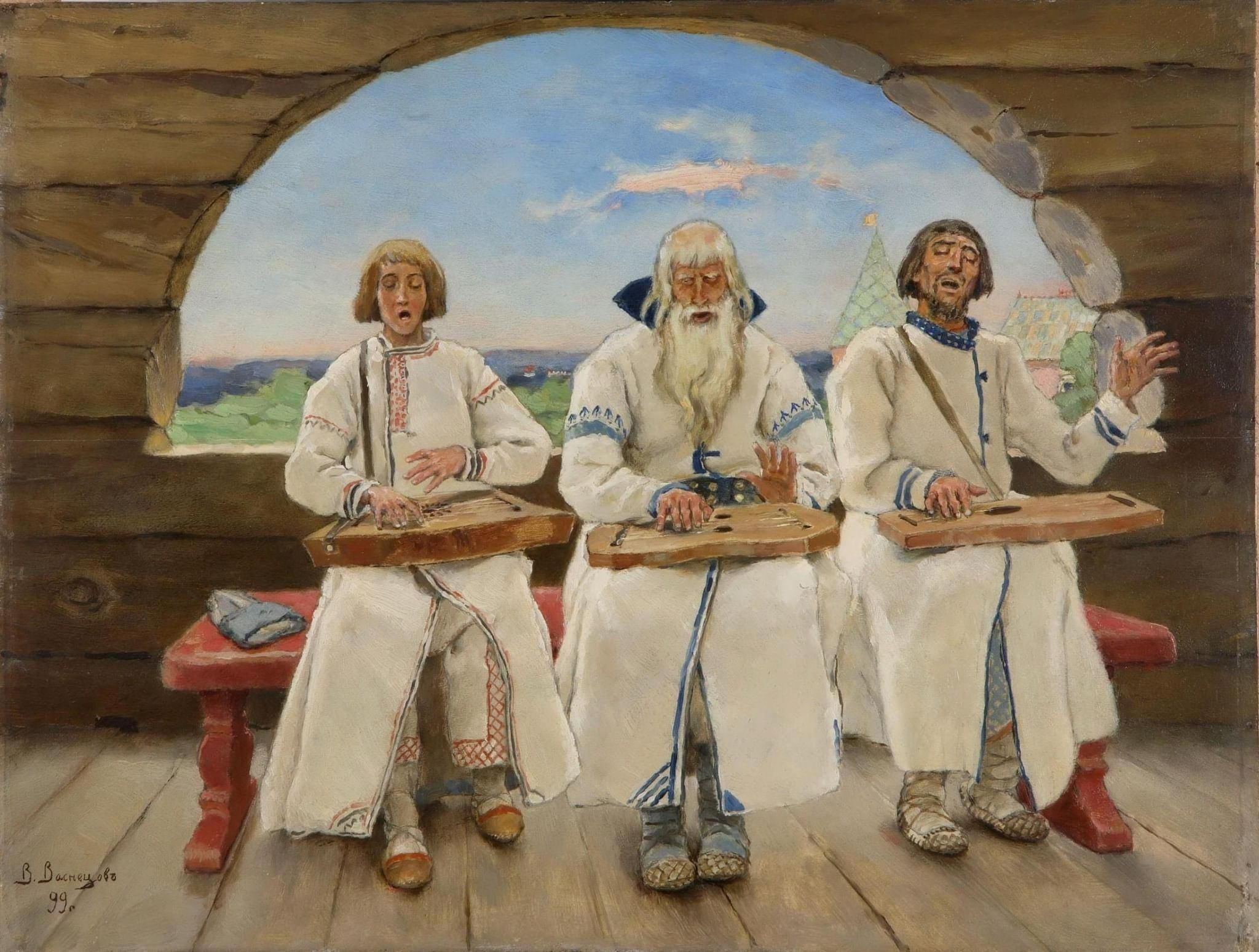
В. М. Васнецов «Гусляры» (1901).

Предполагается, что сказительство выступало среди наиболее ранних проявлений человеческой культуры, наряду с племенными ритуалами и мистериями. В отличие от них, сказительство не подразумевало коллективного исполнения. Напротив, сказительство как навык выделяло индивидуумов с наилучшей памятью и артистическими способностями, вероятно, содействуя возникновению профессионализации в первобытном племени (см. друиды). В дописьменную эпоху, этот навык превращал индивидуума в наиболее универсального носителя культурной памяти. Использование т. н. эпических формул определило многообразие тех форм, в которых эта информация передавалась.
С возникновением письменности, сказительству оказались отведены коммуникативная, воспитательная и развлекательная функции. Поскольку владение письменностью обозначало исключительный социальный статус, зачастую связанный с политической властью и культом, сказительство могло выступать в качестве альтернативной формы культуры с карнавальными чертами (см. балаган, уличный театр, анекдот).
Широкое распространение грамотности в Европе Нового времени привело к маргинализации культуры сказительства. Тем не менее, неравномерное развитие национальных литератур сохранило сказительские традиции — например, в среде южных и восточных славян — вплоть до 20 в. Так, изучение сербохорватского фольклора привело Милмэна Пэрри к предположению о том, что эпос Гомера мог первоначально существовать в устной форме.
Длительное сосуществование устных и письменных культурных форм дало возможность науке проследить возникновение литературных жанров на фоне этих традиций, уходящих в доисторическую эпоху. Интерес к сказительству проявился у мыслителей эпохи романтизма, исследовавших народную культуру в сочетании с индивидуальным сознанием. С преодолением европоцентризма, изучение сказительства стало мостом к пониманию архаических культур и развитию антропологии.
Исследованием сказительства занимаются следующие дисциплины: фольклористика, семиотика, музыкальная этнография, медиалогия, лингвистика, когнитивистика. Сочетание речи с движением, ритмикой и мелодикой, свойственные сказительству, позволяют изучение синкретизма в доисторических и ранних исторических формах культуры.
Для современного сказительства используют англицизм сторителлинг (англ. storytelling, дословно — «рассказывание историй») — коммуникационный, эстрадный, психотерапевтический и маркетинговый приём, использующий медиа-потенциал устной речи.
Сохранению и возрождению традиций сказительства посвящены специальные фестивали[en], а также Всемирный день сказительства, отмечаемый на весеннее равноденствие в северном полушарии и, соответственно, на осеннее — в южном.

## Национальные традиции

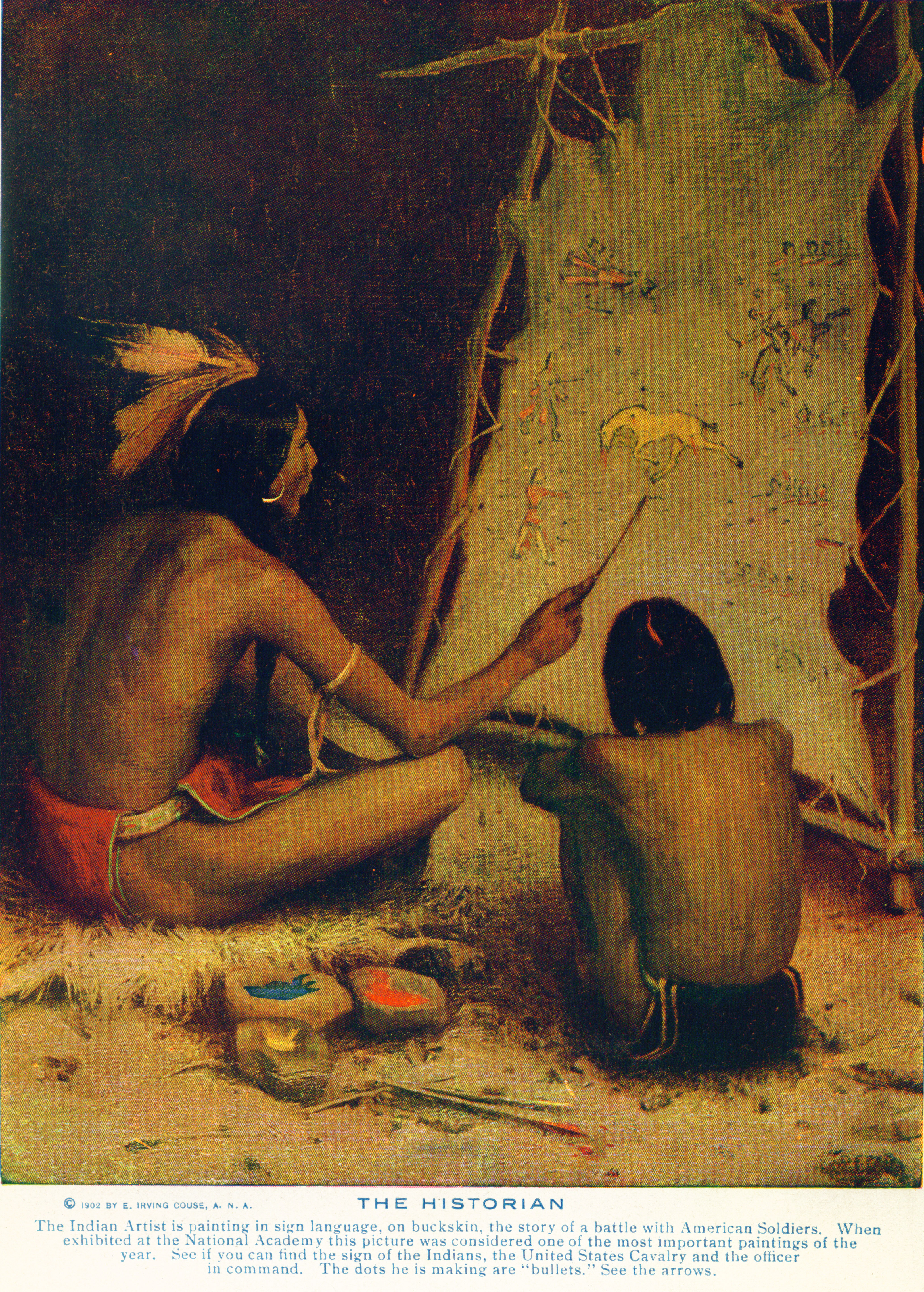
И. Каус «Историк» (1902).

Развитие сказительской культуры привело к созданию национальных школ профессиональных сказителей.
Название сказителей в различных национальных культурах:
- Калика (Древняя Русь)
- Кобзарь (Украина)
- Гриот (Западная Африка)
- Бард, филид (кельтские народы)
- Вагант, Менестрель (средневековая Европа)
- Сэсэн
- Кадагганаг (Осетия)
- Озан (тюркские народы)
- Ашуг (Закавказье)
- Гусан (Парфия, Иран, Армения)
- Улигершин

Соответственно, известен целый ряд жанров, соотносимых с этими и другими школами: миннезанг, сяншэн (китайский комический разговорный жанр), ракуго и пр.

## Изучение сказительства в России
- П. Н. Рыбников
- А. Ф. Гильфердинг

## Сторителлинг
Сторителлинг (от англ. story — история, англ. to tell — рассказывать) — умение рассказывать истории. Применяется, например, в публицистике, журналистике, литературе, разработке видеоигр, кинематографе, рекламе и PR.
Термин «сторителлинг» является англицизмом. В современной профессиональной среде он используется как замена русскому аналогу «рассказывание историй» с целью отделить метод, используемый СМИ, от истории как жанра бытового общения.
В маркетинге
На сегодняшний день сторителлинг пользуется популярностью в рекламе. Он помогает повысить лояльность клиентов. Сказительство и рассказывание историй — фундаментальная деятельность человечества. Кроме того, важнейшая методика контент-маркетинга, которая занимает решающее место в его стратегии предприятий, которые хотят выделяться в наше время избытка контента.
Как утверждает Джайл Лури, эта тенденция в маркетинге отражает глубоко укоренившуюся потребность человека в развлечении. Истории легко запоминаются, что позволяет создать более крепкие связи с клиентами. Это связано с тем, что участки мозга, отвечающие за «чувства», предназначены для быстрого реагирования. Сторителлинг иллюстративен и помогает возбуждать чувственные переживания, нежели любая другая форма повествования. В результате истории запоминаются легче, чем факты.
Исследование Nielsen показывает, что потребители хотят более личной связи в процессе получения информации. При чтении точных данных, чтобы расшифровать их смысл, работают только части мозга, отвечающие за расшифровку смысла. Но при чтении истории активизируются как языковые области мозга, так и те его части, которые были бы задействованы, если бы события истории происходили в реальности.